# 리틀 블랙 드레스

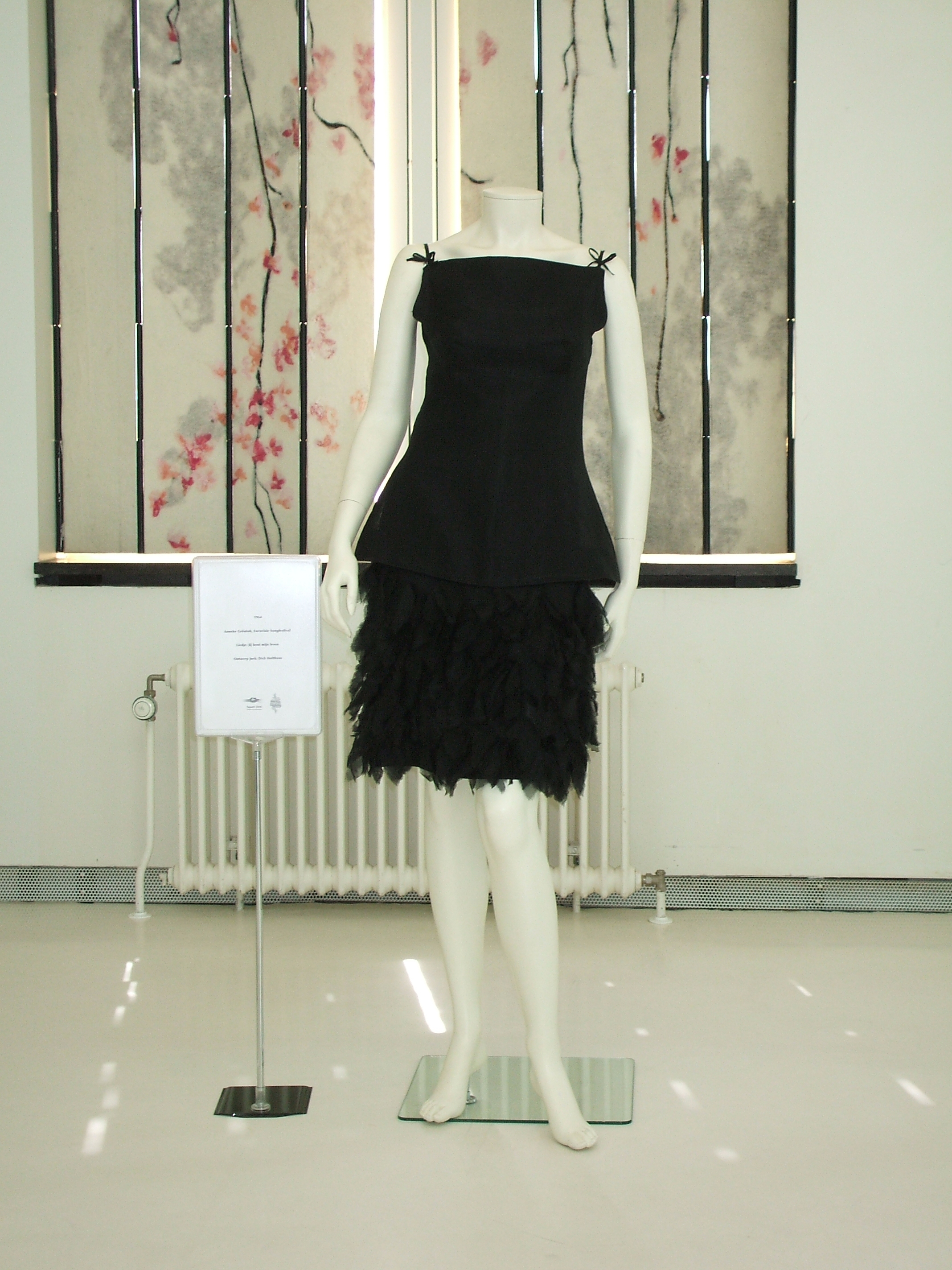
1964년에 만들어진 드레스 모습.

리틀 블랙 드레스(Little Black Dress)는 짧은 기장의 이브닝 가운 또는 칵테일 드레스의 한 종류이다. 흔히 LBD이라는 약칭으로도 불린다. 패션 역사학자들은 코코 샤넬과 장 파투의 1920년대 디자인에서 기원했다고 여긴다.
리틀 블랙 드레스는 수년동안 많은 여성들과 패션 팬들에게서 기본 아이템이자 필수 아이템으로 여겨졌다. 간단하면서도 우아하고, 다른 패션 아이템들과도 잘 어울리며, 편안한 자리이든 격식적인 자리이든 어느 자리에서도 활용 가능했기 때문이다.